# تامی هازلتون
تامی هازلتون (به انگلیسی: Tammy Hazleton) (زادهٔ ۱ دسامبر ۱۹۴۷) شناگر اهل ایالات متحده آمریکا است.